# سارة باريلز
سارة بيث باريلز (بالإنجليزية: Sara Bareilles)‏ (ولدت في 7 ديسمبر 1979) هي مغنية مؤلفة وموسيقية أمريكية.

## وصلات خارجية
- الموقع الرسمي
- سارة باريلز على موقع IMDb (الإنجليزية)
- سارة باريلز على موقع ميوزك برينز (الإنجليزية)
- سارة باريلز على موقع رولينغ ستون (الإنجليزية)
- سارة باريلز على موقع قاعدة بيانات برودواي على الإنترنت (الإنجليزية)
- سارة باريلز على موقع إن إن دي بي (الإنجليزية)
- سارة باريلز على موقع أول ميوزيك (الإنجليزية)
- سارة باريلز على موقع ديسكوغز (الإنجليزية)
- سارة باريلز على موقع قاعدة بيانات الفيلم (الإنجليزية)